# Lotería de Dios
La lotería de Dios es un argumento planteado por el Físico británico Mark Wells que trata de explicar el razonamiento del diseño inteligente y de la tendencia humana a atribuir la existencia a un ser divino. 
Resulta una crítica fuerte al fanatismo religioso según las mismas palabras de Wells: "No se pueden hacer las preguntas asumiendo que se conoce la respuesta".
Por supuesto, la misma crítica se puede ejercer contra las palabras de Wells, si pretende asumir que él conoce la respuesta.

## Argumento
Mark Wells nos plantea que dos personas compran un boleto de lotería, cada uno en el extremo opuesto del mundo. Una de ellas pide a Dios que lo haga ganador, mientras que la otra no. Al cabo de unos días se anuncian los números ganadores en dichas loterías. La probabilidad de que una persona gane la lotería es extremadamente baja, así que el hecho de ser ganador resulta algo inconcebible para ambos. Si la gana, la persona que pidió a Dios que ganase la lotería tiende a asumir que se ha cumplido su deseo, mientras que su opuesto simplemente sabe que fue suerte.
Para las demás personas que compraron boletos en ambas loterías el que haya un ganador no les resulta para nada sorprendente, pues asumen esto como algo natural, es decir, alguien debe resultar ganador y no hay pruebas que los lleven a pensar que un ser divino intervino en el resultado, al contrario del ganador de la lotería que pidió a Dios hacerlo ganador.

## Contrapunto
Si bien la probabilidad de que una persona gane la lotería es extremadamente baja, el hecho de ser ganador no ha de resultar inconcebible sino, por el contrario, posible en el plano natural (de lo contrario, nadie jugaría).
Por otra parte, la utilización de la palabra "saber" condiciona fuertemente el ejemplo. Si Wells propone que quien perdió al jugar en la lotería "sabe" que fue una cuestión de suerte, asume que ese jugador conoce la respuesta: que se trató de un encadenamiento de sucesos considerado como fortuito o casual. Ahora bien, ¿cómo "sabe" que se trató simplemente de un encadenamiento de sucesos fortuito, y que no existe gobierno superior alguno sobre las leyes del azar? No tiene forma de probarlo, ergo de saberlo.
Ese jugador asume que "su" respuesta es la única posible, que "su" respuesta es total y final. Esto puede implicar una declaración tácita de omnisciencia de su parte, la que constituiría la base de su propio fanatismo (en este caso, "cree" en el azar). Así, queda también comprendido en las palabras de Wells: "No se pueden hacer las preguntas asumiendo que se conoce la respuesta".